# Pierluigi Bembo

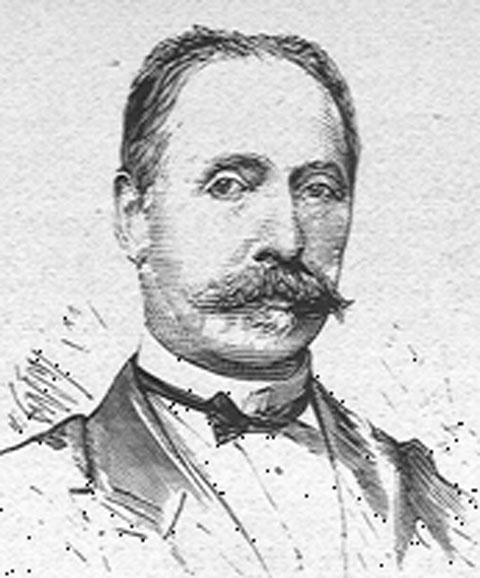
Porträt

Pierluigi Bembo Salamon (auch Pier Luigi Bembo Salomon; * 16. Dezember 1823 in Venedig; † 24. Januar 1882 ebenda) war von 1861 bis 1866 der letzte von den Österreichern eingesetzte Bürgermeister Venedigs. Sie trugen zu dieser Zeit noch den Titel Podestà.

## Leben
Als Sohn von Alvise und Lucrezia Grimani, stammte er aus einer alten venezianischen Patrizierfamilie (Bembo-Familie, Zweig Bembo-Salamon). 1848 heiratete er die Adlige Alfonsina Morando.
Zu Beginn seiner Amtszeit vollzog sich die Einigung Italiens und zahlreiche Venezianer forderten die Unabhängigkeit vom Kaiserreich Österreich. Am 3. Juli 1860 wurden einige Cafés geschlossen, weil dort zu öffentlich über brisante politische Themen diskutiert worden war. Am 19. Juli erfolgte mittels Knallfröschen eine Provokation in San Giuliano, bei dem das Österreicher-Café, das Caffè del Trovatore betroffen war. Marc'Antonio Gaspari weigerte sich am 12. September, bei den Vorschlägen für die drei Bürgermeisterkandidaten mitzuwirken. Am 25. Dezember weigerten sich auch Pietro Zeno und Francesco Donà dalle Rose. Pier Luigi Bembo hingegen nahm am 16. April 1861 an. Er wurde am 7. Mai gewählt und trat eine Woche später sein Amt an.
Um den drängendsten sozialen Problemen entgegenzuwirken, entstand die Congregazione di Carità im Jahr 1861, vier Jahre später entstand mit der Zeitung Libertà Cattolica, deren Erscheinen allerdings 1866 bereits wieder eingestellt wurde, das erste klerikale Blatt in Venetien. Die Leitung übernahm Don Pietro Balan, ein 1840 in Este geborener Geschichtsschreiber. 1867–73 gab er in Modena den Diritto cattolico heraus.
Das Comitato Veneto griff am 26. Oktober 1861 den Aufenthalt der Kaiserin Elisabeth in Venedig an, die bis Mai blieb. Am 2. Dezember 1861 hielt sich Kaiser Franz Joseph I. in Venedig auf, erneut am 22. Dezember. Doch die österreichische Herrschaft in Venetien wurde immer weniger anerkannt. Vereinigungen entstanden, die sich den Anschluss an Italien zum Ziel gesetzt hatten. Im August 1865 bot Italien Österreich 500 Millionen Franken für Venedig und Venetien, doch Wien lehnte ab.
1864 hatte Venedig 113.305 Einwohner. In diesem Jahr wurde der Canale di Malamocco gegraben; im Dezember wurde ein Vertrag über die Beleuchtung der Stadt mit Gas unterzeichnet. 1866 entstand ein Einwohnermeldeamt.
Am 24. April 1866 wurde Pierluigi Bembo erneut zum Podestà gewählt. Noch am 22. Mai wurden alle, die gegen das geltende Gesetz ausgewandert waren und gegen Österreich kämpften, dem Kriegsrecht unterstellt. Am 24. Juni unterlag das italienische Heer bei Custozza, die Flotte am 20. Juli bei Lissa. Doch infolge der Niederlage gegen Preußen in der Schlacht bei Königgrätz sah sich Österreich gezwungen, am 12. August 1866 einen Waffenstillstand mit Italien zu schließen und Venetien aufzugeben. Italien zahlte 35 Millionen österreichische Florin an Wien und übernahm die Schulden Venetiens. Am 11. Oktober wurden die politischen Gefangenen freigelassen, am 21. und 22. Oktober wurden Plebiszite durchgeführt, die den Anschluss an Italien bestätigten.

## Werke
- Delle istituzioni di beneficenza nella città e provincia di Venezia, studii storico-economico-statistici. Naratovich, Venezia 1859.